# Johann Obiang
Johann Obiang (Le Blanc-Mesnil, 5 luglio 1993) è un calciatore francese naturalizzato gabonese, difensore del Pau e della nazionale gabonese.

## Carriera

### Club
Ha sempre giocato nel campionato francese.

### Nazionale
Ha esordito in nazionale nel 2014; ha partecipato alla Coppa d'Africa nel 2015, nel 2017 e nel 2021.

## Statistiche

### Cronologia presenze e reti in nazionale
| Cronologia completa delle presenze e delle reti in nazionale ― Gabon | Cronologia completa delle presenze e delle reti in nazionale ― Gabon | Cronologia completa delle presenze e delle reti in nazionale ― Gabon | Cronologia completa delle presenze e delle reti in nazionale ― Gabon | Cronologia completa delle presenze e delle reti in nazionale ― Gabon | Cronologia completa delle presenze e delle reti in nazionale ― Gabon | Cronologia completa delle presenze e delle reti in nazionale ― Gabon | Cronologia completa delle presenze e delle reti in nazionale ― Gabon |
| Data                                                                 | Città                                                                | In casa                                                              | Risultato                                                            | Ospiti                                                               | Competizione                                                         | Reti                                                                 | Note                                                                 |
| -------------------------------------------------------------------- | -------------------------------------------------------------------- | -------------------------------------------------------------------- | -------------------------------------------------------------------- | -------------------------------------------------------------------- | -------------------------------------------------------------------- | -------------------------------------------------------------------- | -------------------------------------------------------------------- |
| 11-10-2014                                                           | Libreville                                                           | Gabon                                                                | 2 – 0                                                                | Burkina Faso                                                         | Qual. Coppa d'Africa 2015                                            | -                                                                    |                                                                      |
| 15-10-2014                                                           | Ouagadougou                                                          | Burkina Faso                                                         | 1 – 1                                                                | Gabon                                                                | Qual. Coppa d'Africa 2015                                            | -                                                                    |                                                                      |
| 15-11-2014                                                           | Luanda                                                               | Angola                                                               | 0 – 0                                                                | Gabon                                                                | Qual. Coppa d'Africa 2015                                            | -                                                                    |                                                                      |
| 19-11-2014                                                           | Libreville                                                           | Gabon                                                                | 4 – 2                                                                | Lesotho                                                              | Qual. Coppa d'Africa 2015                                            | -                                                                    |                                                                      |
| 9-1-2015                                                             | Casablanca                                                           | Senegal                                                              | 1 – 0                                                                | Gabon                                                                | Amichevole                                                           | -                                                                    | 46’                                                                  |
| 17-1-2015                                                            | Bata                                                                 | Burkina Faso                                                         | 0 – 2                                                                | Gabon                                                                | Coppa d'Africa 2015 - 1º turno                                       | -                                                                    | 77’                                                                  |
| 21-1-2015                                                            | Bata                                                                 | Rep. del Congo                                                       | 1 – 0                                                                | Gabon                                                                | Coppa d'Africa 2015 - 1º turno                                       | -                                                                    |                                                                      |
| 25-1-2015                                                            | Bata                                                                 | Guinea Equatoriale                                                   | 2 – 0                                                                | Gabon                                                                | Coppa d'Africa 2015 - 1º turno                                       | -                                                                    | 16’ 83’                                                              |
| 25-3-2015                                                            | Beauvais                                                             | Gabon                                                                | 4 – 3                                                                | Mali                                                                 | Amichevole                                                           | -                                                                    |                                                                      |
| 30-3-2015                                                            | Libreville                                                           | Gabon                                                                | 0 – 0                                                                | Bielorussia                                                          | Amichevole                                                           | -                                                                    |                                                                      |
| 6-6-2015                                                             | Niamey                                                               | Niger                                                                | 2 – 1                                                                | Gabon                                                                | Amichevole                                                           | -                                                                    | Uscita                                                               |
| 12-10-2015                                                           | Mons                                                                 | Gabon                                                                | 1 – 2                                                                | RD del Congo                                                         | Amichevole                                                           | -                                                                    |                                                                      |
| 14-11-2015                                                           | Libreville                                                           | Gabon                                                                | 1 – 0 dts (4 – 3 dtr)                                                | Mozambico                                                            | Qual. Mondiali 2018                                                  | -                                                                    |                                                                      |
| 25-3-2016                                                            | Franceville                                                          | Gabon                                                                | 2 – 1                                                                | Sierra Leone                                                         | Amichevole                                                           | -                                                                    |                                                                      |
| 4-6-2016                                                             | Bouaké                                                               | Costa d'Avorio                                                       | 2 – 1                                                                | Gabon                                                                | Amichevole                                                           | -                                                                    |                                                                      |
| 2-9-2016                                                             | Khartoum                                                             | Sudan                                                                | 1 – 2                                                                | Gabon                                                                | Amichevole                                                           | -                                                                    |                                                                      |
| 6-9-2016                                                             | Limbé                                                                | Camerun                                                              | 2 – 1                                                                | Gabon                                                                | Amichevole                                                           | -                                                                    |                                                                      |
| 8-10-2016                                                            | Franceville                                                          | Gabon                                                                | 0 – 0                                                                | Marocco                                                              | Qual. Mondiali 2018                                                  | -                                                                    |                                                                      |
| 12-11-2016                                                           | Bamako                                                               | Mali                                                                 | 0 – 0                                                                | Gabon                                                                | Qual. Mondiali 2018                                                  | -                                                                    |                                                                      |
| 15-11-2016                                                           | Tunisi                                                               | Gabon                                                                | 1 – 1                                                                | Comore                                                               | Amichevole                                                           | -                                                                    | 70’                                                                  |
| 14-1-2017                                                            | Libreville                                                           | Gabon                                                                | 1 – 1                                                                | Guinea-Bissau                                                        | Coppa d'Africa 2017 - 1º turno                                       | -                                                                    | 66’                                                                  |
| 18-1-2017                                                            | Libreville                                                           | Gabon                                                                | 1 – 1                                                                | Burkina Faso                                                         | Coppa d'Africa 2017 - 1º turno                                       | -                                                                    | 35’                                                                  |
| 2-9-2017                                                             | Libreville                                                           | Gabon                                                                | 0 – 3                                                                | Costa d'Avorio                                                       | Qual. Mondiali 2018                                                  | -                                                                    |                                                                      |
| 11-11-2017                                                           | Franceville                                                          | Gabon                                                                | 0 – 0                                                                | Mali                                                                 | Qual. Mondiali 2018                                                  | -                                                                    |                                                                      |
| 14-11-2017                                                           | Franceville                                                          | Gabon                                                                | 0 – 0                                                                | Botswana                                                             | Amichevole                                                           | -                                                                    | 86’                                                                  |
| 8-9-2018                                                             | Libreville                                                           | Gabon                                                                | 1 – 1                                                                | Burundi                                                              | Qual. Coppa d'Africa 2019                                            | -                                                                    | 72’                                                                  |
| 11-9-2018                                                            | Akanda                                                               | Gabon                                                                | 0 – 1                                                                | Zambia                                                               | Amichevole                                                           | -                                                                    |                                                                      |
| 23-3-2019                                                            | Bujumbura                                                            | Burundi                                                              | 1 – 1                                                                | Gabon                                                                | Qual. Coppa d'Africa 2019                                            | -                                                                    |                                                                      |
| 12-11-2020                                                           | Franceville                                                          | Gabon                                                                | 2 – 1                                                                | Gambia                                                               | Qual. Coppa d'Africa 2021                                            | -                                                                    |                                                                      |
| 16-11-2020                                                           | Bakau                                                                | Gambia                                                               | 2 – 1                                                                | Gabon                                                                | Qual. Coppa d'Africa 2021                                            | -                                                                    |                                                                      |
| 25-3-2021                                                            | Franceville                                                          | Gabon                                                                | 3 – 0                                                                | RD del Congo                                                         | Qual. Coppa d'Africa 2021                                            | -                                                                    |                                                                      |
| 29-3-2021                                                            | Luanda                                                               | Angola                                                               | 2 – 0                                                                | Gabon                                                                | Qual. Coppa d'Africa 2021                                            | -                                                                    |                                                                      |
| 1-9-2021                                                             | Bengasi                                                              | Libia                                                                | 2 – 1                                                                | Gabon                                                                | Qual. Mondiali 2022                                                  | -                                                                    |                                                                      |
| 5-9-2021                                                             | Libreville                                                           | Gabon                                                                | 1 – 1                                                                | Egitto                                                               | Qual. Mondiali 2022                                                  | -                                                                    |                                                                      |
| 8-10-2021                                                            | Benguela                                                             | Angola                                                               | 3 – 1                                                                | Gabon                                                                | Qual. Mondiali 2022                                                  | -                                                                    |                                                                      |
| 11-10-2021                                                           | Franceville                                                          | Gabon                                                                | 2 – 0                                                                | Angola                                                               | Qual. Mondiali 2022                                                  | -                                                                    |                                                                      |
| 12-11-2021                                                           | Libreville                                                           | Gabon                                                                | 1 – 0                                                                | Libia                                                                | Qual. Mondiali 2022                                                  | -                                                                    |                                                                      |
| 16-11-2021                                                           | Alessandria d'Egitto                                                 | Egitto                                                               | 2 – 1                                                                | Gabon                                                                | Qual. Mondiali 2022                                                  | -                                                                    |                                                                      |
| 2-1-2022                                                             | Dubai                                                                | Burkina Faso                                                         | 3 – 0                                                                | Gabon                                                                | Amichevole                                                           | -                                                                    | ??’                                                                  |
| 10-1-2022                                                            | Yaoundé                                                              | Gabon                                                                | 1 – 0                                                                | Comore                                                               | Coppa d'Africa 2021 - 1º turno                                       | -                                                                    |                                                                      |
| 14-1-2022                                                            | Yaoundé                                                              | Gabon                                                                | 1 – 1                                                                | Ghana                                                                | Coppa d'Africa 2021 - 1º turno                                       | -                                                                    |                                                                      |
| 18-1-2022                                                            | Yaoundé                                                              | Gabon                                                                | 2 – 2                                                                | Marocco                                                              | Coppa d'Africa 2021 - 1º turno                                       | -                                                                    | 36’                                                                  |
| 23-1-2022                                                            | Limbe                                                                | Burkina Faso                                                         | 1 – 1 dts (8 - 7 dtr)                                                | Gabon                                                                | Coppa d'Africa 2021 - Ottavi di Finale                               | -                                                                    | 85’                                                                  |
| 8-6-2022                                                             | Franceville                                                          | Gabon                                                                | 0 – 0                                                                | Mauritania                                                           | Qual. Coppa d'Africa 2023                                            | -                                                                    |                                                                      |
| 23-3-2023                                                            | Franceville                                                          | Gabon                                                                | 1 – 0                                                                | Sudan                                                                | Qual. Coppa d'Africa 2023                                            | -                                                                    | 89’                                                                  |
| 16-11-2023                                                           | Franceville                                                          | Gabon                                                                | 2 – 1                                                                | Kenya                                                                | Qual. Mondiali 2026                                                  | -                                                                    | 68’                                                                  |
| 19-11-2023                                                           | Dar es-Salaam                                                        | Burundi                                                              | 1 – 2                                                                | Gabon                                                                | Qual. Mondiali 2026                                                  | -                                                                    | 41’                                                                  |
| 20-3-2025                                                            | Franceville                                                          | Gabon                                                                | 3 – 0                                                                | Seychelles                                                           | Qual. Mondiali 2026                                                  | -                                                                    |                                                                      |
| 23-3-2025                                                            | Nairobi                                                              | Kenya                                                                | 1 – 2                                                                | Gabon                                                                | Qual. Mondiali 2026                                                  | -                                                                    | 64’                                                                  |
| Totale                                                               |                                                                      | Presenze                                                             | 49                                                                   |                                                                      | Reti                                                                 | 0                                                                    |                                                                      |